# 102 далматинца
«102 далматинца» (англ. 102 Dalmatians) — музыкальный фильм режиссёра Кевина Лима по роману «Сто один далматинец» британской писательницы Доди Смит (1896—1990). Сиквел диснеевского фильма 1996 года режиссёра Стивена Херека «101 далматинец».

## Сюжет
После трёх лет в тюрьме Стервелла Де Виль (англ. Cruella de Vil, Круэлла де Виль), закодированная доктором Павловым (намёк на русского физиолога Ивана Павлова), заплатила 8 миллионов фунтов и освобождена условно. Поначалу она сама запрятала провоцирующие её шубы подальше, однако при первом же появлении «пятен» перед её взором (и вдобавок от звуков Биг-Бена) всё её лечение идёт насмарку, и Стервелла возвращается к прошлой жизни.
В сферу её интересов попали щенки Хвостика — сына Понго и Периты (Домино, Хвостик-мл., Диковинка), которые воспитывались у хозяйки Хлои. Французский модельер Жан-Пьер (Жерар Депардьё) готов выполнить её поручение по добыче сырья для мехового манто.

## В ролях
| Актёр          | Роль                        |
| -------------- | --------------------------- |
| Гленн Клоуз    | Стервелла (Круэлла) де Виль |
| Жерар Депардьё | Жан-Пьер Ле Пелт            |
| Элис Эванс     | Хлоя Саймон                 |
| Йоан Гриффит   | Кевин Шеперт                |
| Тим Макиннерни | Алонзо                      |
| Иэн Ричардсон  | мистер Рвач                 |
| Бен Кромптон   | Эван                        |
| Джим Картер    | детектив Армстронг          |
| Рон Кук        | мистер Кнопка               |
| Тимоти Уэст    | судья                       |
| Дэвид Хорович  | доктор Павлов               |
| Эрик Айдл      | попугай Боцман (голос)      |
| Кэрол Макреди  | миссис Агнес                |
| Дик Бренник    | помощник Павлова            |

## Персонажи[2]

### Люди
- Стервелла де Виль  — главная злодейка фильма. Богатая с ужасным характером женщина, помешанная на моде в основном меха, ради этого она организовала похищение далматинцев, чтобы из их меха создать манто. В ходе лечения у доктора Павлова она стала доброй, полюбила далматинцев и освободилась из тюрьмы досрочно, однако затем, под влиянием звуков боя Биг-Бена, в ней проснулись прежние страсти и она задумала новое похищение. Однако в конечном итоге её затея проваливается, и она снова попадает за решётку, будучи запечатанной в большой торт, а её многомиллионное состояние достаётся собачьему приюту Кевина.
- Жан-Пьер Ле Пелт  — старый приятель Стервеллы, французский модельер, в прошлом был браконьером. Владелец меховой фабрики в Париже. Считает Стервеллу своим кумиром, отчего соглашается помочь ей в похищении щенков для создания мехового манто.
- Хлоя Саймон  — судебный инспектор, осуществляющий надзор за Стервеллой. Хозяйка пяти далматинцев, среди которых пёс по кличке «Хвостик» из предыдущего фильма. Единственная, кто не верит, что Стервелла исправилась в лучшую сторону (в итоге её предположения подтверждаются). Несмотря на её замкнутую и холодную натуру, она очень добрая и любящая хозяйка своих далматинцев, с которыми она разговаривает. В конце становится девушкой Кевина.
- Кевин Шеперт  — содержатель собачьего приюта. У него три собаки (Чоп, Дигер и Друлер) и попугай Боцман, который считает себя псом. Очень добрый парень, заботящийся о собачьем приюте. В прошлом был осуждён за кражу собак, но на самом деле он забрал их из лаборатории, в которой над ними проводили опыты.
- Алонзо  — преданный слуга Стервеллы, появлялся в предыдущей части фильма; в этой части он похищает далматинцев. Страдает заиканием. Питает неприязнь к Жан-Пьер Ле Пелту, затем, окончательно разочаровавшись в своей госпоже, помогает Кевину и Хлое.
- Эван  — друг и помощник Кевина. Бывший вор. Тоже находится под надзором у Хлои, и, чтобы не попасть за решётку снова, был вынужден найти работу в собачьем приюте.
- Мистер Рвач  — адвокат Стервеллы.
- Миссис Агнес  — секретарь Хлои.
- Доктор Павлов  — психиатр тюрьмы. Автор методики по лечению от жестокости (которая, однако, оказывается неудачной).
- Мистер Кнопка  — владелец дома, арендованного Кевином под приют. За неуплату аренды хотел выселить Кевина вместе с его животными, но благодаря вмешательству Стервеллы приют был сохранён (она приобрела его и за короткое время превратила в настоящий райский уголок для собак).

### Животные
- Диковинка — единственная далматинка без пятен (отчего очень сильно страдает). Вместе с попугаем Боцманом спасает далматинцев, похищенных Стервеллой. В конце фильма у неё появляются небольшие пятнышки.
- Боцман  — попугай Кевина, умеющий говорить. Считает себя псом-ротвейлером. Поначалу не мог летать, пока не спасает Диковинку, когда та, гоняясь за поездом, в котором везут её семью, падает на рельсы. Вместе с Диковинкой спасает далматинцев, похищенных Стервеллой. Также помог своему хозяину освободиться из камеры в полицейском участке, куда его посадили якобы за кражу далматинцев (на самом же деле Кевина вероломно подставила Стервелла).
- Хвостик — пёс Хлои. У него есть супруга Дотти и три щенка: Диковинка, Домино, Хвостик - младший.
- Дотти — далматинка Хлои. У неё есть супруг Хвостик и три щенка: Диковинка, Домино, Хвостик - младший.
- Домино — далматинец Хлои. Получил своё имя за уши, напоминающие по окраске костяшки домино.
- Хвостик-младший — далматинец Хлои. Получил своё имя за кончик на хвосте как и его папы Хвостика - старшего у него тоже чёрный кончик на хвосте.
- Пушок — маленький худощавый пёсик Стервеллы, подаренный ей Алонзо по случаю освобождения из тюрьмы. Когда его хозяйка запирает Хлою в тайнике, то Пушок освобождает её.
- Чоп — маленький, мохнатый и очень кусачий пёс Кевина породы бордер-терьер. Умеет лаять по-французски.
- Дигер — пёс Кевина породы борзая.
- Друлер — слюнявый пёс Кевина.

## Награды
- 2001 год — номинация на «Оскар» — художник по костюмам Энтони Пауэлл
- 2001 год — премия «Bogey Awards» (ФРГ)

## Приквел
Disney снимает приквел про Стервеллу Де Виль под названием «Круэлла», режиссёром картины назначен Алекс Тимберс. Продюсерами фильма будут Марк Платт и Эндрю Ганн. Гленн Клоуз является исполнительным продюсером. Изначально сценаристом фильма должна была стать Алин Брош Маккенна, но её заменила Келли Марсел. Эмма Стоун исполнит главную роль. Алекс Тимберс первоначально должен был заниматься постановкой фильма, но он покинул проект в декабре 2018 года из-за конфликтов в расписании.